# Panjabis

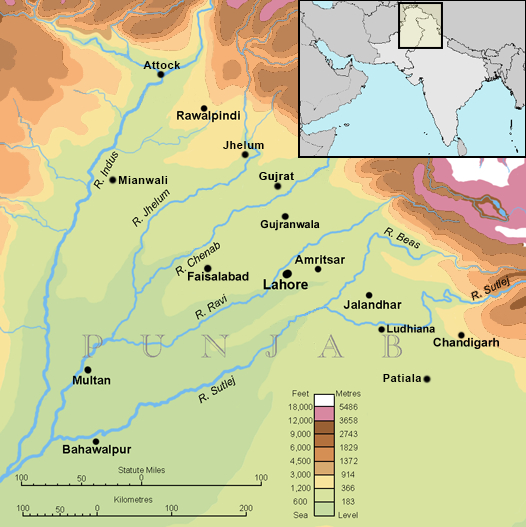
Mapa topogràfic del Panjab

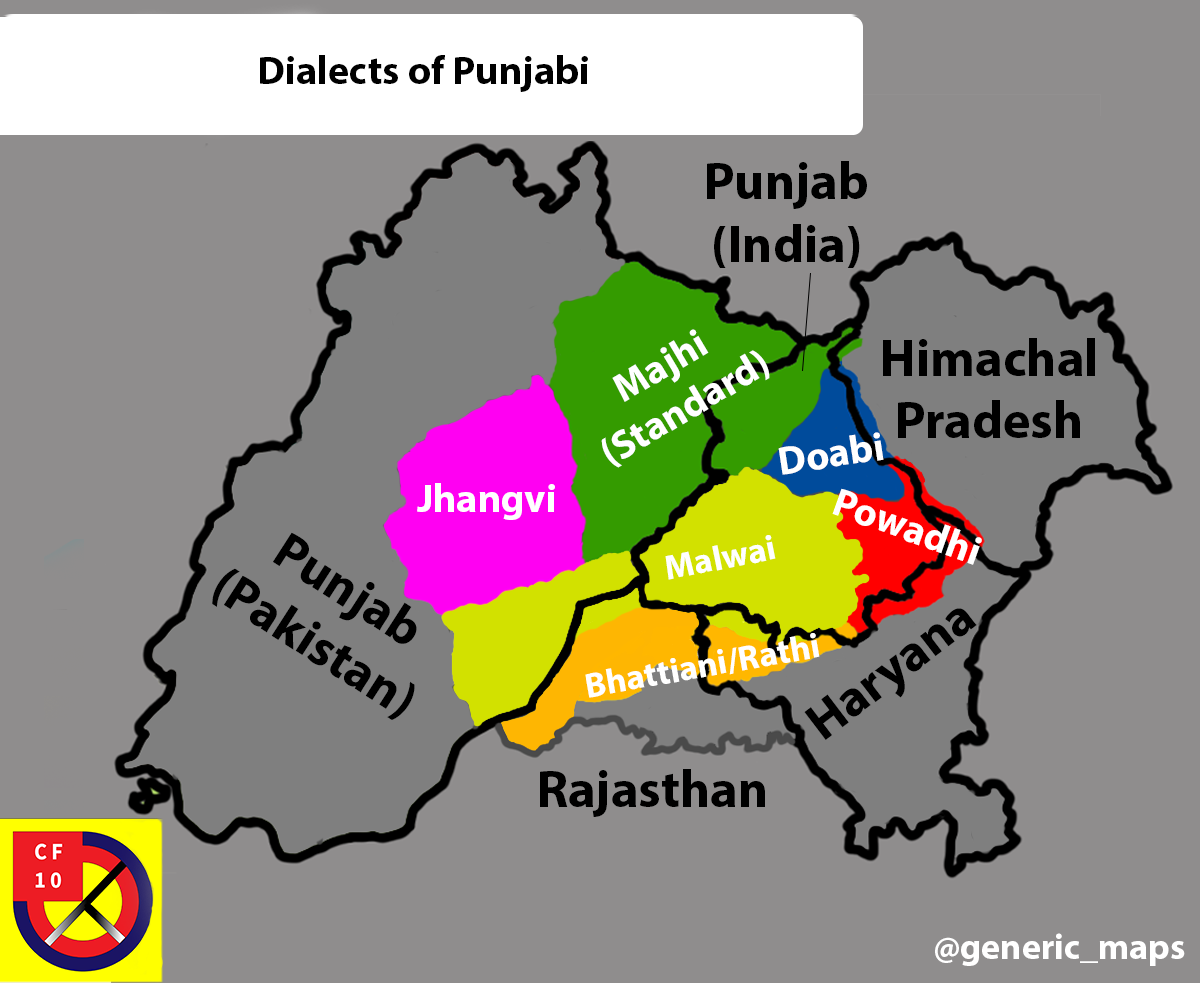
Mapa dels diferents dialectes del panjabi

Els panjabis (en panjabi: پنجابی (Shahmukhi); ਪੰਜਾਬੀ (Gurmukhi); romanitzats com a Panjābī) són un grup etnolingüístic indoari de la regió oriental del Panjab i el nord-oest de l'Índia.  Generalment, l'idioma que parlen majoritàriament és el panjabi estàndard o els diversos dialectes panjabis d'una i l'altra  banda on es reconeixen onze dialectes. Des del 1947, amb la independència de l’Índia, hi ha hagut moltes migracions d’una banda a l’altra del Panjab (10 milions de persones s’han desplaçat segons la seva creença religiosa). Per això és difícil establir una distribució geogràfica de les variants dialectals de la llengua panjabi.

## Llengua
Article principal: Panjabi
La llengua panjabi forma part del subgrup indoiraní de la família lingüística indoeuropea i té les arrels en la llengua de les tribus indoiranianes que van emigrar cap al nord-oest des del sud d'Àsia al 1500 aC. Una de les variants o formes més antigues del panjabi data al segle VII dC. Posteriorment es van desenvolupar variants regionals a partir del pràcrit, un grup de llengües índies medievals. Al segle x, el panjabi era ja una llengua pròpia, molt influenciada per la cultura islàmica, especialment pels sufís, que hi arribaren durant el segle XI aportant un notable refinament i distinció lingüística.
A l'edat mitjana era la llengua administrativa dels governants de Delhi. Després de la colonització britànica i la posterior partició de l'Índia britànica el 1947, la regió va quedar dividida entre l'Índia i el Pakistan, cosa que comportà grans i importants canvis demogràfics i socials. A l'Índia, el panjabi va esdevenir llengua oficial amb l'oficialització i creació de l'estat de Panjab l'any 1966. Actualment, uns 150 milions de persones parlen el panjabi arreu del món i és una de les llengües mundialment més parlades. Hi ha grans comunitats de parlants panjabis al Canadà, els EUA, el Regne Unit i Austràlia.

## Cultura
El Panjab és una de les cultures més antigues i riques del món. La diversitat i singularitat és evident en la poesia, la filosofia, l'espiritualitat, l'educació, l'art, la música, la cuina, la ciència, la tecnologia, la guerra, l'arquitectura, les tradicions, els valors i la història dels panjabis.
L'estil de vida dels panjabis concentra alhora l'esperit i la compassió. Són un poble amb caràcter i determinació i la seva cultura integra l'heretatge de diverses civilitzacions antigues.
Els panjabis celebren festes i festivals religiosos, com ara Dussehra, Diwali, Vaisakhi i molts més. També hi ha les celebracions d'aniversari en honor als Gurus (els 10 líders religiosos del sikhisme) i també de diversos sants. L'expressió de la felicitat i l'alegria mitjançant la dansa és típica en les festes, amb el bhangra, el jhumar i el sammientre els gèneres més populars.
La Giddha, dansa de tradició nativa, és un gènere humorístic de cançons i danses que interpreten les dones. A més a més de la música religiosa sikh, les formes mogols semiclàssiques, com ara la dansa khyal i els gèneres d'actuació vocal thumri, ghazal i qawwali, són encara molt populars.

## Religió
La majoria de la població punjabi professa l'islam però hi ha minories molt significatives que practiquen el sikhisme i l'hinduisme i minories més petites que practiquen el cristianisme. El seguiment religiós varia del costat pakistanès i l'indi. El 95% de la població panjabi del Pakistan és musulmana, amb una minoria molt petita de cristians i hindús i una minoria encara més petita de sikhs, mentre que més del 57% de la població de l'estat indi de Punjab és sikh i més del 38 per cent hindú amb una minoria de musulmans i cristians.